# Andy Bolton
Andy Bolton (ur. 22 stycznia 1970 w Dewsbury) – angielski trójboista siłowy i strongman.
Jeden z najlepszych trójboistów siłowych w historii.
Mieszka w Leeds.
Wymiary:
- wzrost 182 cm
- waga 155 kg
- biceps ? cm
- klatka piersiowa ? cm
- talia ? cm.

Rekordy życiowe:
- przysiad 550,5 kg
- wyciskanie 269 kg
- martwy ciąg 457,5 kg.

## Osiągnięcia strongman
- 2002
  - 5. miejsce – Arnold Strongman Classic